# Melasina talaria
Melasina talaria är en fjärilsart som beskrevs av Edward Meyrick 1924. Melasina talaria ingår i släktet Melasina och familjen säckspinnare. Inga underarter finns listade i Catalogue of Life.